# Burgstall Schaunberg
Der Burgstall Schaunberger ist eine abgegangene Höhenburg in der Gemeinde Aschach an der Donau in Österreich. Er befindet sich direkt an dem Altweg, der vom Gasthaus Kaiser nach Gschwendt führt.

## Geschichte
Die Burg wurde zwischen 1380 und 1386 errichtet. Sie lag auf einem vorspringenden Hangsporn mit dem Kernwerk an der Spitze, einem Hauptgraben mit einem Wall und einem vorgelegten kleineren Graben und Vorwall, die sich von Hangseite zu Hangseite hin zogen.
Eine Burg als nicht gemauerte Anlage fiel nicht unter die landesfürstliche Genehmigungspflicht für die Errichtung von Burgen, dennoch war klar, dass durch so eine Wehranlage zusammen mit der gegenüberliegenden Burg Neuhaus der Verkehr auf der Donau kontrolliert werden konnte, was dem Landesfürsten nicht gefallen konnte. Dies führte zur sog. zweiten Schaunberger Fehde, bei der die Schaunberger aber letztendlich unterlagen und den Landesherrn anerkennen mussten. Mit einem Vertrag vom 4. September 1386 gesteht Heinrich von Schaunberg dem Landesherrn Herzog Albrecht von Österreich zu, den Burgstall nicht weiter zu bauen.

„Wir Graf Heinreich zu Schawnberg bechennen offenlich mit dem brief vnd tun chunt vmb das Purkstal gelegen gen dem Newnhaws vber, daz wir aufgeuangen heten, das wir darvmb mit dem edeln hochgeborn fürsten herczog Albrechten zu Österreich ect. Vnserm genadigen herren vber ainchomen sein, das wir noch vnser erben noch yemand von vnsern wegen daz fürbaz nicht pauen noch aufuahen sullen in dhein weis, das geloben wir stet zu haben bey vnsern trewen trewlich an geuer. Mit vrkund ditz briefes versigelt mit vnserm anhangentem insigel, der der sache geczewgt ist, der geben ist zu Schawnbweg am Eritag von vnser Frawen tag als si geporn ward nach Cristis gepurd drewzehenhundert jar darnach in dem sechsvndachczigistem Jar. 4. September 1386.“

Ob der Vertrag eingehalten wurde, ist allerdings nicht bezeugt.

## Burgstall Schaunberg heute
Die Substruktion und Gräben des Burgstalles sind noch erkennbar. Vorhanden sind zwei aus dem Felsen geschlagene Halsgräben, wobei der äußere bei einer Wegverbreiterung teilweise beeinträchtigt wurde. In der Sohle des inneren Grabens befindet sich eine eigenartige Erhebung, möglicherweise ein selten bezeugter Stolperwall. Für das vor allem aus historischer Sicht bedeutende Objekt besteht zurzeit kein Denkmalschutz.